# Parenthood
Parenthood è una serie televisiva statunitense di genere family drama trasmessa in sei stagioni tra il 2010 e il 2015 dalla NBC. Ideata da Jason Katims, è basata sull'omonimo film del 1989 diretto da Ron Howard, dal quale era già stata tratta una breve serie televisiva giunta in Italia col titolo Fra nonni e nipoti.
La serie ha debuttato in prima visione assoluta negli Stati Uniti il 2 marzo 2010; in Italia, la messa in onda in prima TV avviene sui canali pay di Mediaset Premium dal 16 dicembre 2010, mentre in chiaro è andata in onda sui canali Mediaset dal 5 luglio 2011.

## Trama
La serie narra le vicende della numerosa famiglia Braverman, composta da: Sarah, madre single, che torna a vivere a casa dei genitori Zeek e Camille con i figli Amber e Drew; la sorella Julia, avvocato di successo che cerca di conciliare lavoro e famiglia, insieme al marito casalingo Joel; il fratello Crosby, allergico a qualsiasi relazione sentimentale impegnativa; il fratello più grande, Adam, con la moglie Kristina e i due figli Haddie e Max.

## Episodi
| Stagione         | Episodi | Prima TV USA | Prima TV Italia |
| ---------------- | ------- | ------------ | --------------- |
| Prima stagione   | 13      | 2010         | 2010-2011       |
| Seconda stagione | 22      | 2010-2011    | 2011-2012       |
| Terza stagione   | 18      | 2011-2012    | 2012            |
| Quarta stagione  | 15      | 2012-2013    | 2013            |
| Quinta stagione  | 22      | 2013-2014    | 2014            |
| Sesta stagione   | 13      | 2014-2015    | 2015            |

## Personaggi e interpreti

### Genitori
- Ezekiel "Zeek" Braverman, interpretato da Craig T. Nelson e doppiato da Gino La Monica.
È il patriarca della famiglia Braverman. Il padre di Adam, Sarah, Crosby e Julia. Zeek è stato un veterano del Vietnam, un figlio dei fiori ed un aspirante attore.
- Camille Braverman, interpretata da Bonnie Bedelia e doppiata da Anna Rita Pasanisi.
È la matriarca della famiglia e la moglie di Zeek. È davvero molto capace nei lavori domestici e cerca sempre di mantenere compatta e felice la sua famiglia. Dolce e gentile ma anche severa e decisa.

### Adam Braverman e la sua famiglia
- Adam Braverman, interpretato da Peter Krause e doppiato da Stefano Benassi.
Quarantenne, è il padre di Haddie, Max e Nora e il marito di Kristina. È il primogenito dei Braverman e tutti si consultano con lui quando ne hanno bisogno. Adam è cortese, responsabile e affidabile, ma anche ostinato a rendere la sua famiglia felice.
- Kristina Anna Nichols Braverman, interpretata da Monica Potter e doppiata da Barbara De Bortoli.
È la moglie di Adam, riserva di equilibrio e supporto per chiunque ne abbia bisogno. È saggia, forte, e ama il marito e i figli profondamente con incredibile forza. Oltre a Haddie e Max, avrà un'altra figlia, la piccola Nora. Durante il corso della serie avrà il cancro.
- Haddie Braverman (stagioni 1-3, ricorrente 4-6), interpretata da Sarah Ramos e doppiata da Veronica Puccio.
È la figlia più grande di Adam e Kristina, che cerca di essere la quintessenza della brava ragazza, compensando tutte le stranezze del fratello. Finito il liceo, andrà a studiare all'università. In seguito rivelerà alla sua famiglia di essere omosessuale.
- Max Braverman, interpretato da Max Burkholder e doppiato da Andrea Di Maggio.
È il fratello minore di Haddie, a cui è stata diagnosticata la sindrome di Asperger, una forma di autismo. I suoi comportamenti sono la principale causa di molti eventi più o meno spiacevoli nella famiglia.
- Nora Braverman (stagioni 3-6), interpretata dalle gemelle Mia e Ella Allan.

### Sarah Braverman e la sua famiglia
- Sarah Tracey Braverman, interpretata da Lauren Graham e doppiata da Giuppy Izzo.
È la secondogenita della famiglia e prima figlia femmina. Ha due figli, Amber e Drew, e insieme a loro si trasferisce nella casa dei suoi genitori a causa di problemi finanziari. Precedentemente Sarah aveva lavorato come artista grafico per una band locale. Ha poi divorziato dal marito Seth, che faceva parte della band, che appare come un padre poco presente per i suoi figli. Dopo non essere stata presa a un lavoro per una campagna di design, Sarah inizia a lavorare in un bar. Tra i fratelli Braverman è quella con la vita sentimentale più movimentata, dopo diversi lavori saltuari, intraprenderà la carriera di fotografa. Dalla quarta stagione avvia una relazione prima professionale, e in seguito anche sentimentale, con il fotografo Hank Rizzoli, interpretato da Ray Romano.
- Amber Holt, interpretata da Mae Whitman e doppiata da Rossa Caputo.
È la figlia adolescente di Sarah. È ribelle, poco studiosa e testarda. Era restia a trasferirsi, ed infatti voleva restare a vivere a Fresno con il suo fidanzato. Nonostante questo però, Amber ha delle qualità, che dimostrano il suo poter essere migliore.
- Drew Holt, interpretato da Miles Heizer e doppiato da Mattia Nissolino.
È il figlio minore di Sarah. È caratterizzato da una grande sensibilità, e bisognoso di una figura maschile a cui fare riferimento. Drew ha sofferto molto l'assenza del padre, e secondo Sarah è per questo che è diventato così introverso e timido.

### Crosby Braverman e la sua famiglia
- Crosby Braverman, interpretato da Dax Shepard e doppiato da Niseem Onorato.
Trentenne, è il terzo figlio per età e secondo figlio maschio; lavora nel campo musicale e all'apparenza sembra il tipico eterno bambino allergico ai legami, che vive in una casa galleggiante e ama divertirsi. Dopo che nella sua vita piomba un bambino di cinque anni e mezzo, Jabbar, avuto con una ballerina, Jasmine, avrà un progressivo processo di maturazione che alla fine lo porteranno a sposarsi e ad intraprendere una sua attività con il fratello Adam.
- Jasmine Trussell coniugata Braverman, interpretata da Joy Bryant e doppiata da Myriam Catania.
È una ballerina ed ex ragazza di Crosby, che dopo anni dalla loro relazione si ripresenta da lui presentandogli suo figlio Jabbar. In seguito lei e Crosby si sposeranno e avranno una bambina, Aida.
- Jabbar Trussell, interpretato da Tyree Brown e doppiato da Riccardo Suarez.
È il figlio di Jasmine e Crosby.
- Aida Braverman (stagione 5-6).
È la figlia di Crosby e Jasmine.

### Julia Braverman-Graham e la sua famiglia
- Julia Braverman-Graham, interpretata da Erika Christensen e doppiata da Federica De Bortoli.
È l'ultimogenita. È un avvocato di successo mentre suo marito, Joel, la sostiene nelle sue ambizioni come padre casalingo, che non lavora per badare alla casa e alla loro figlia Sidney.
- Joel Graham, interpretato da Sam Jaeger e doppiato da Riccardo Scarafoni.
È il marito di Julia e il padre di Sydney. È un padre casalingo, molto popolare tra l'associazione dei genitori della scuola di Sydney, cosa che a volte mette a disagio la moglie Julia. Successivamente tornerà a lavorare, cosa che crea disagio tra lui e la moglie, ma alla fine i due troveranno il giusto equilibrio.
- Sydney Graham, interpretata da Savannah Paige Rae e doppiata da Arianna Vignoli.
È la figlia di Julia e Joel.
- Victor Graham (stagione 3-6), interpretato da Xolo Maridueña.
È il bambino che Julia e Joel adottano al termine della terza stagione.

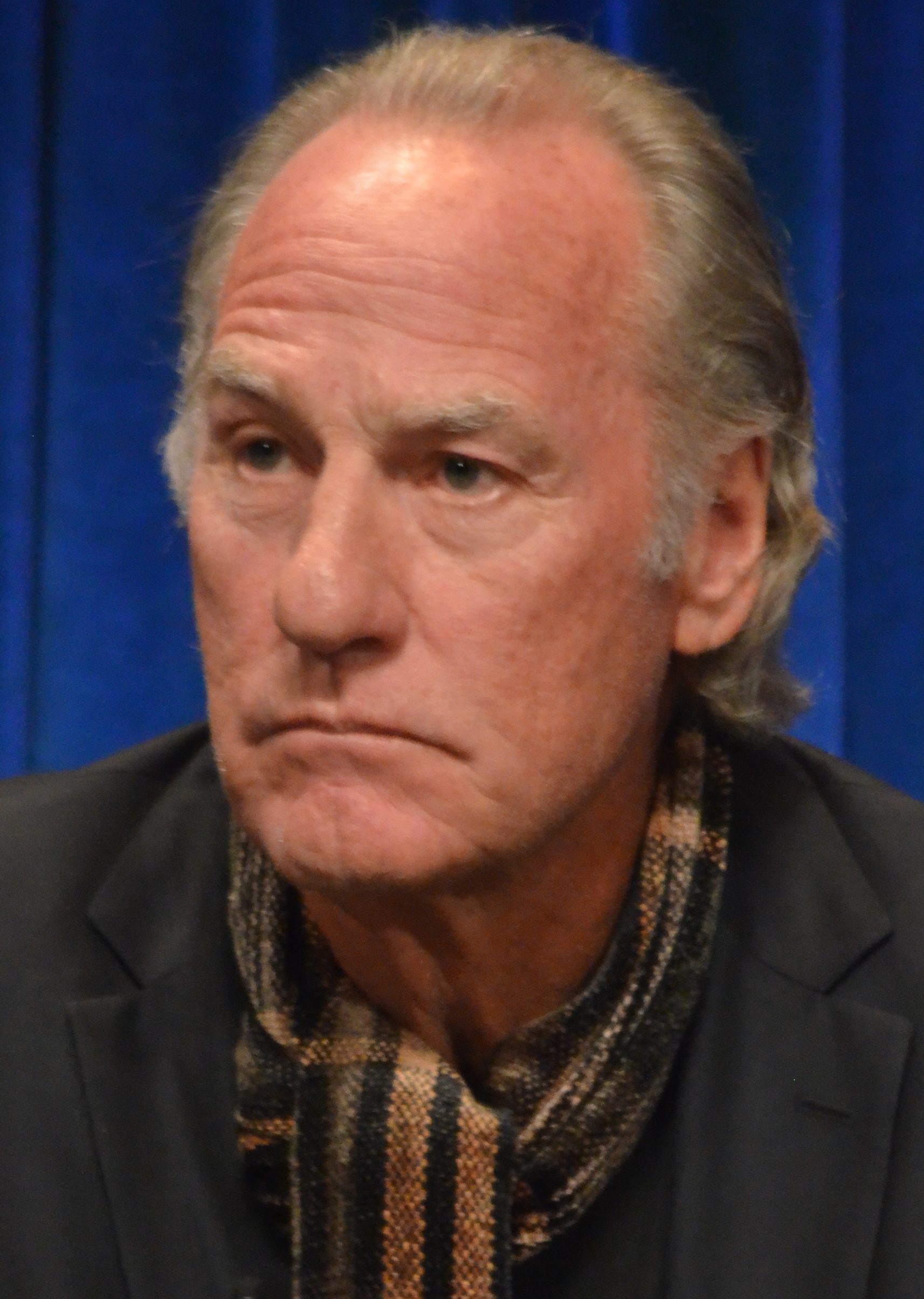
Craig T. Nelson interpreta Zeek Braverman
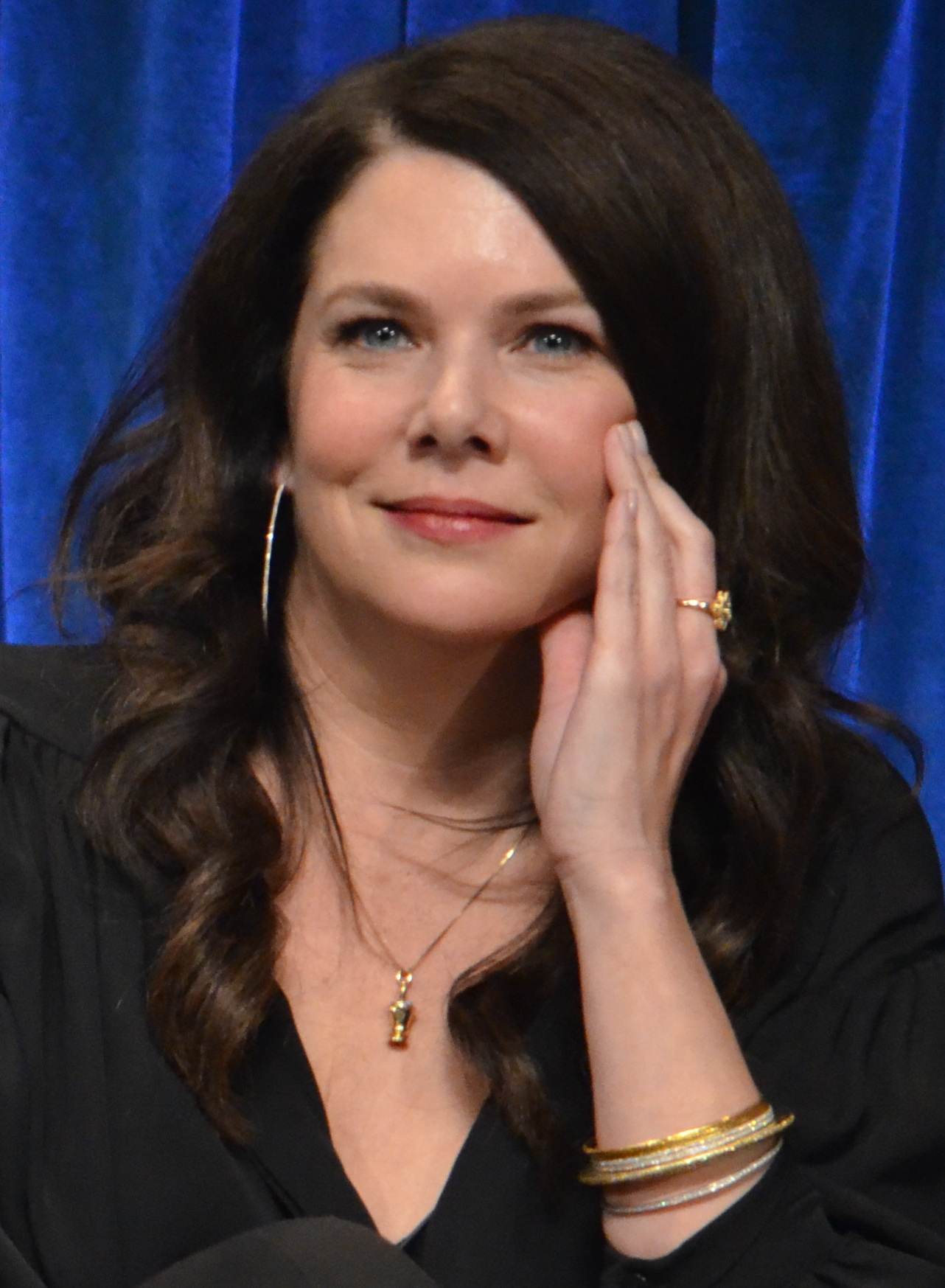
Lauren Graham interpreta Sarah Braverman
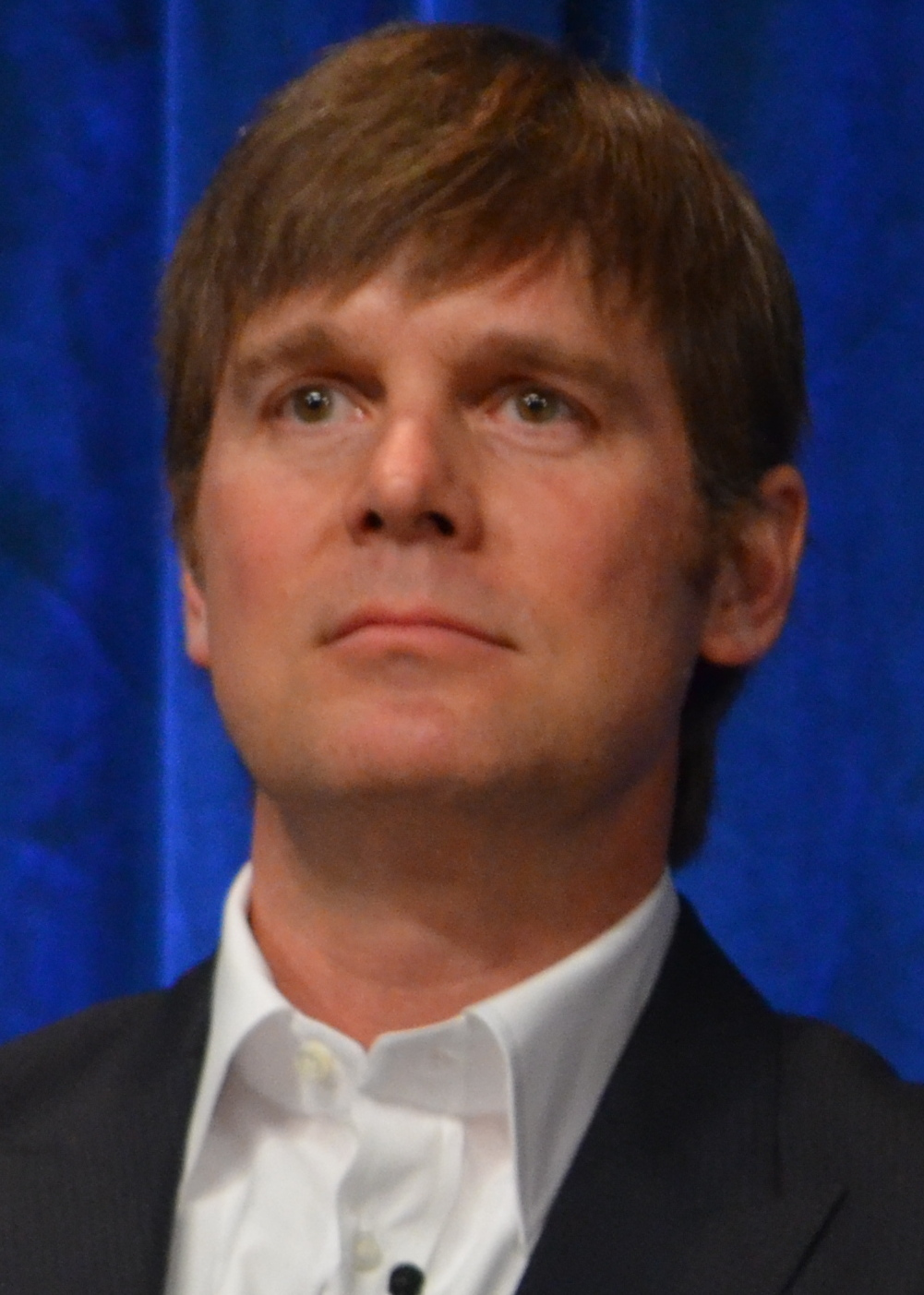
Peter Krause interpreta Adam Braverman
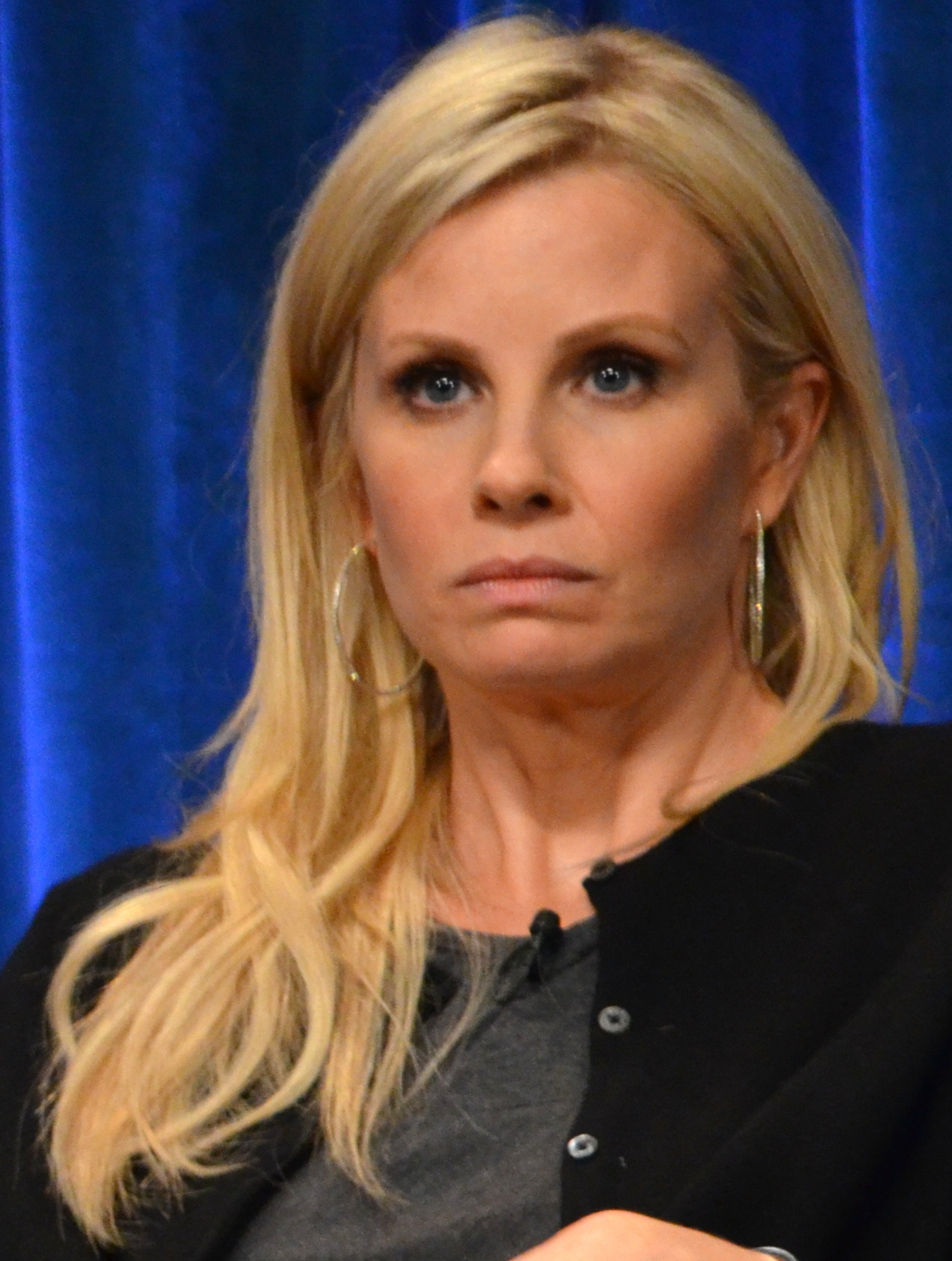
Monica Potter interpreta Kristina Braverman
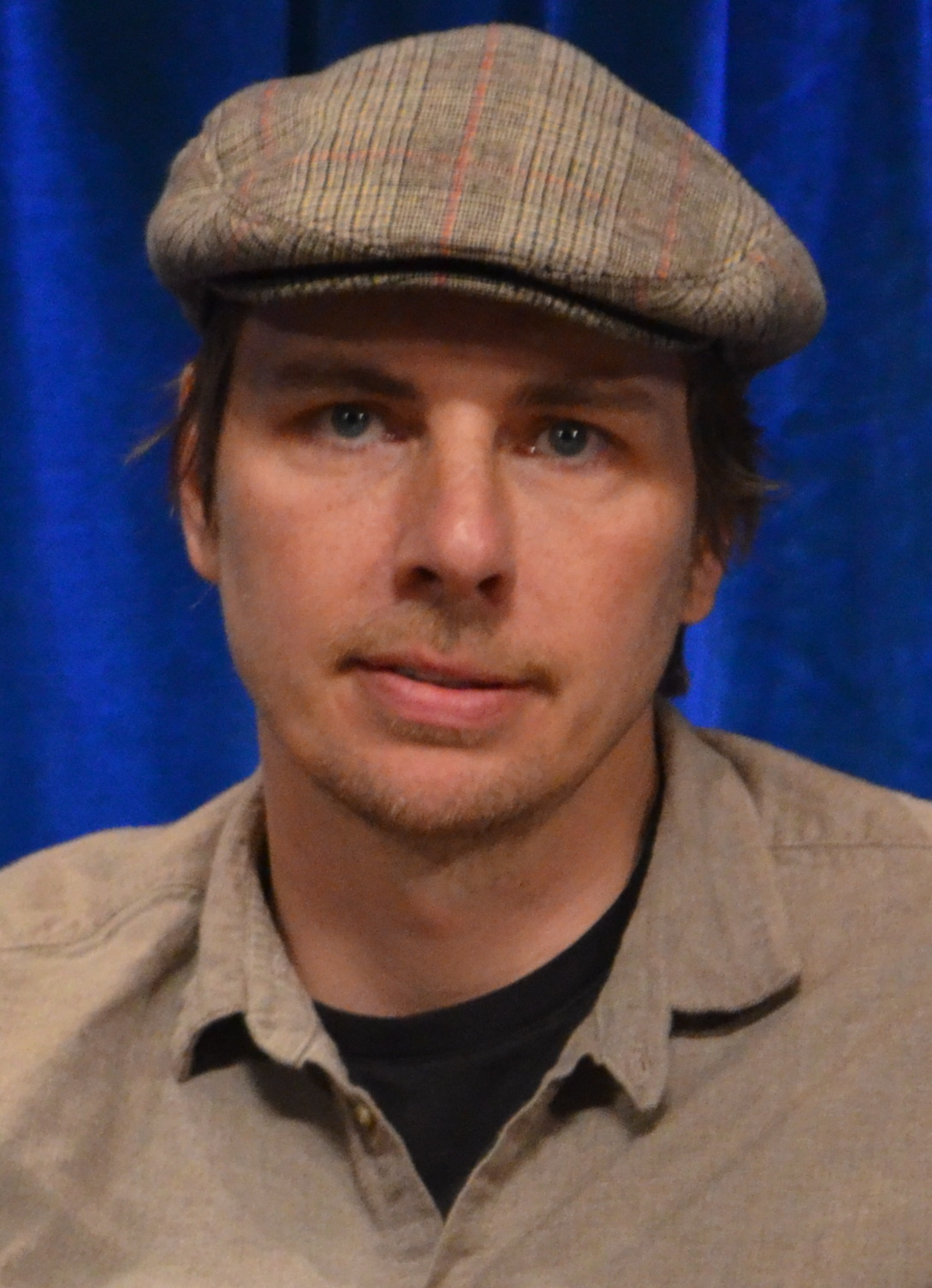
Dax Shepard interpreta Crosby Braverman
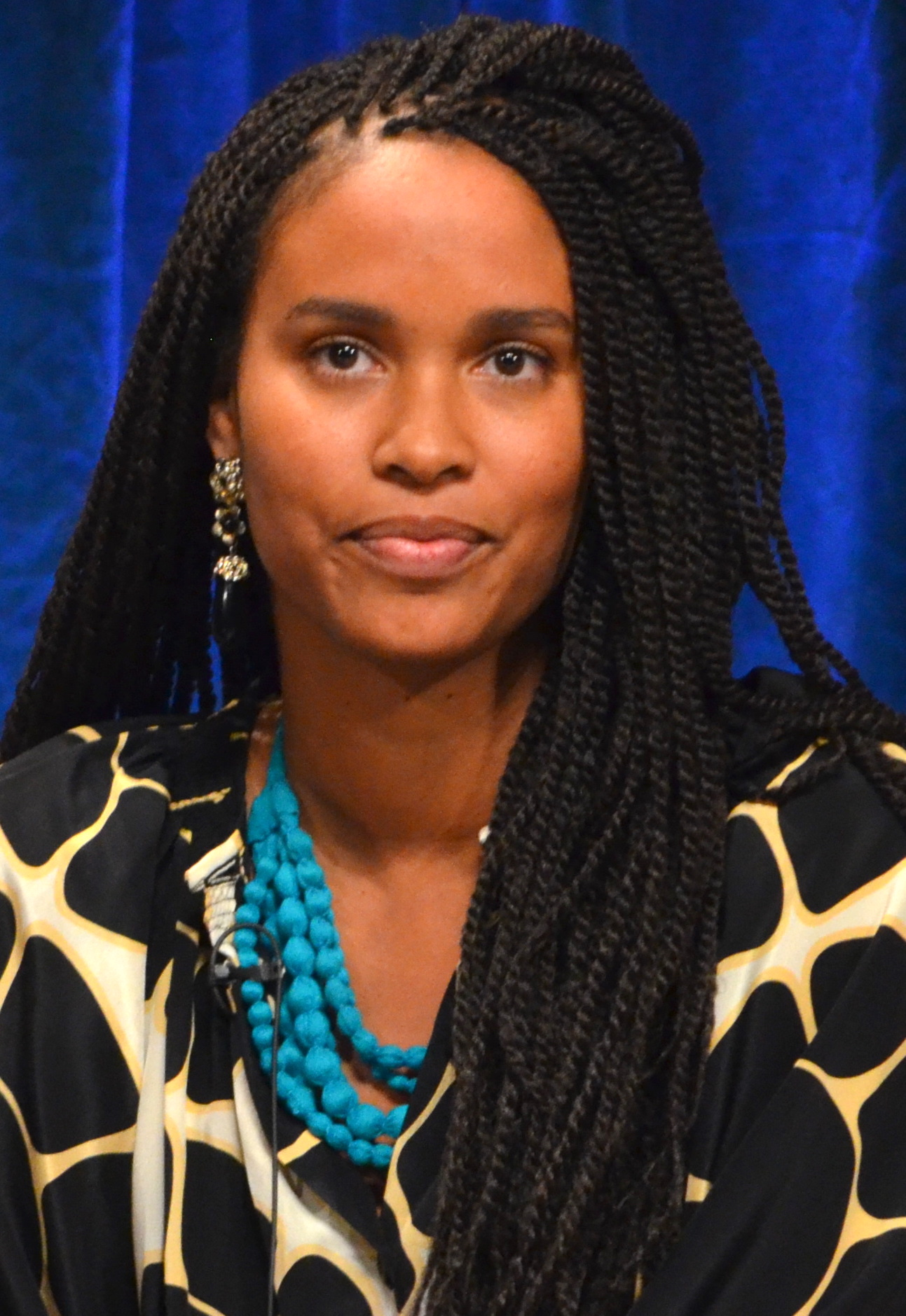
Joy Bryant interpreta Jasmine Trussel
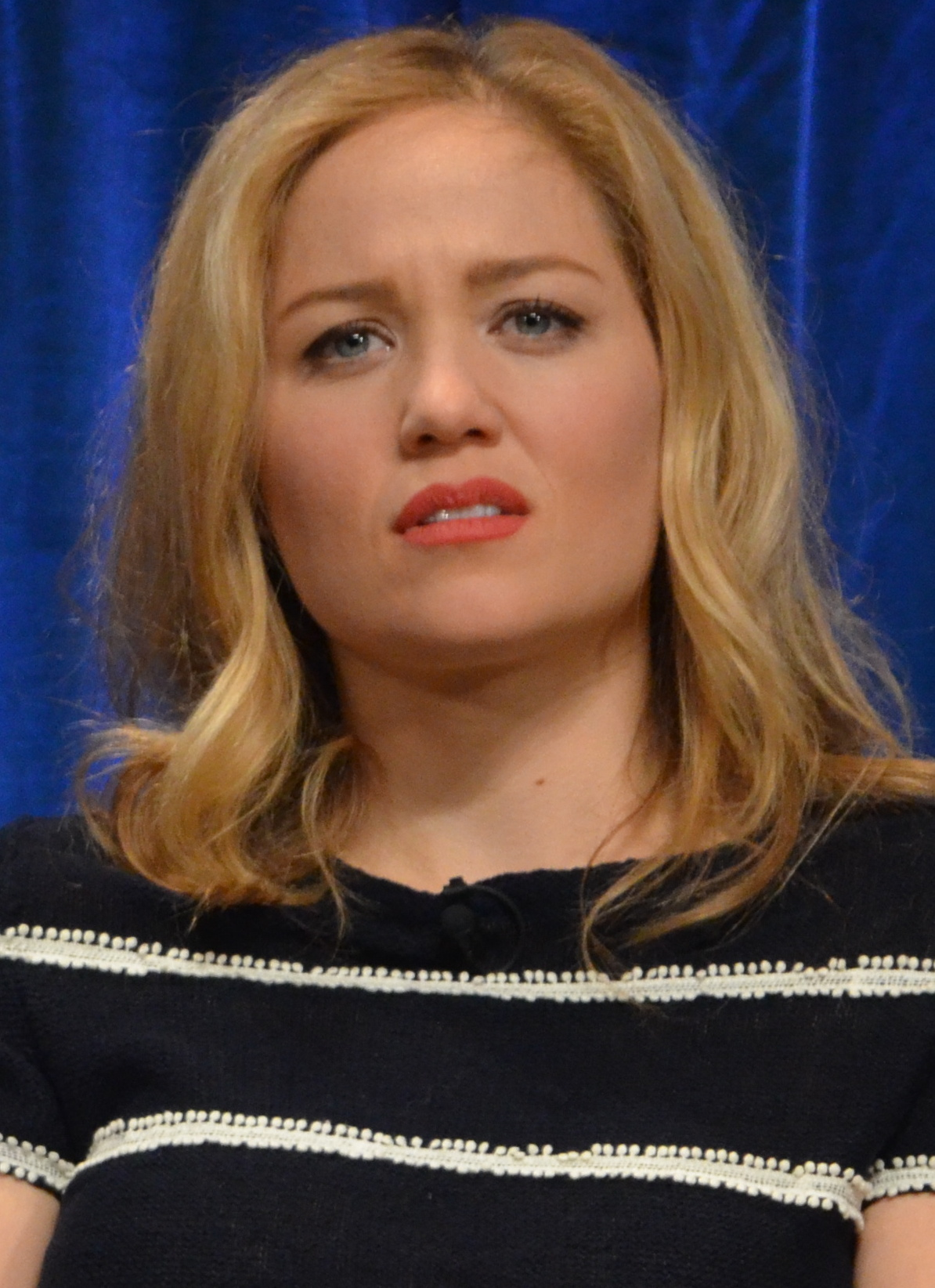
Erika Christensen interpreta Julia Braverman-Graham
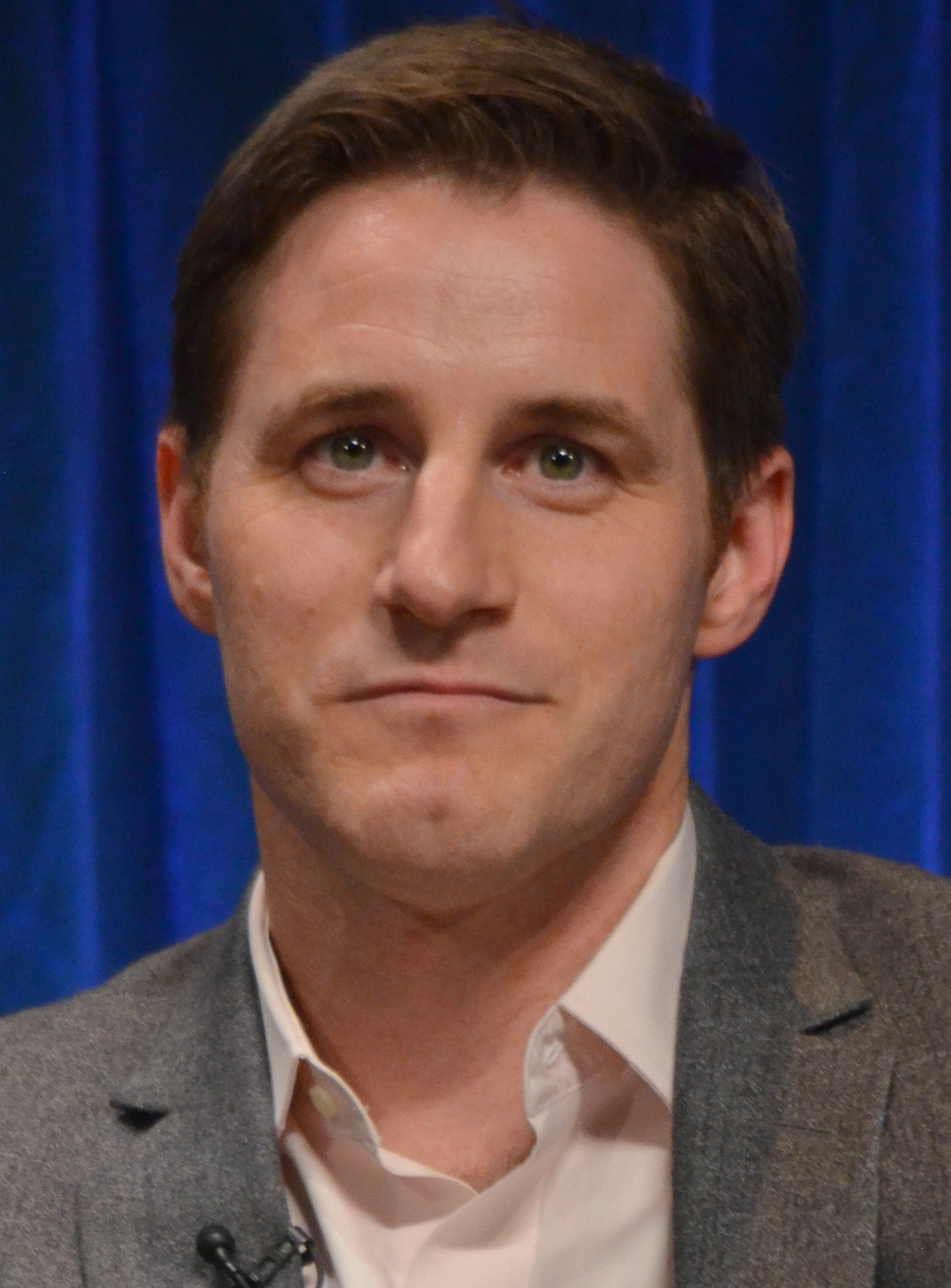
Sam Jaeger interpreta Joel Graham
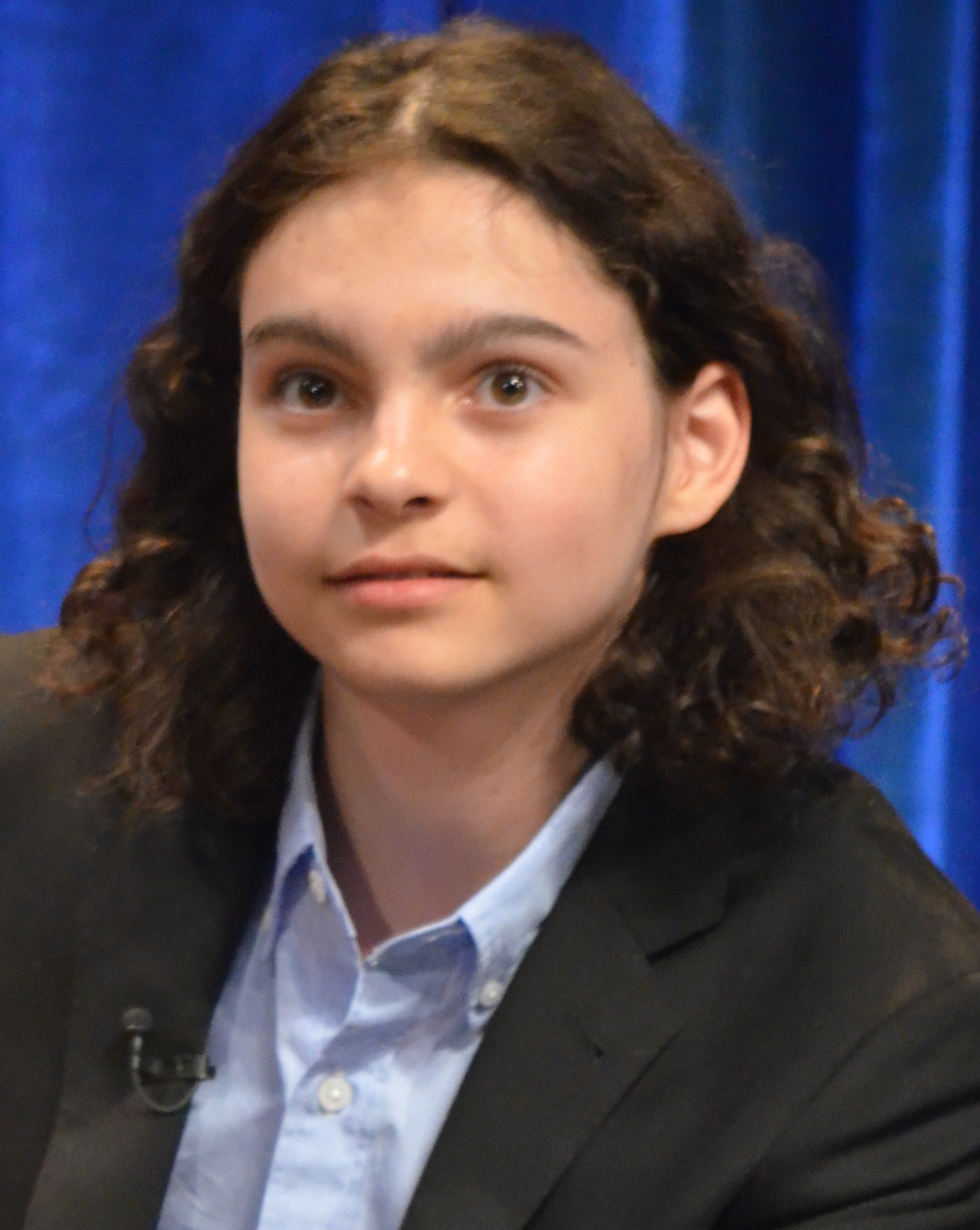
Max Burkholder interpreta Max Braverman
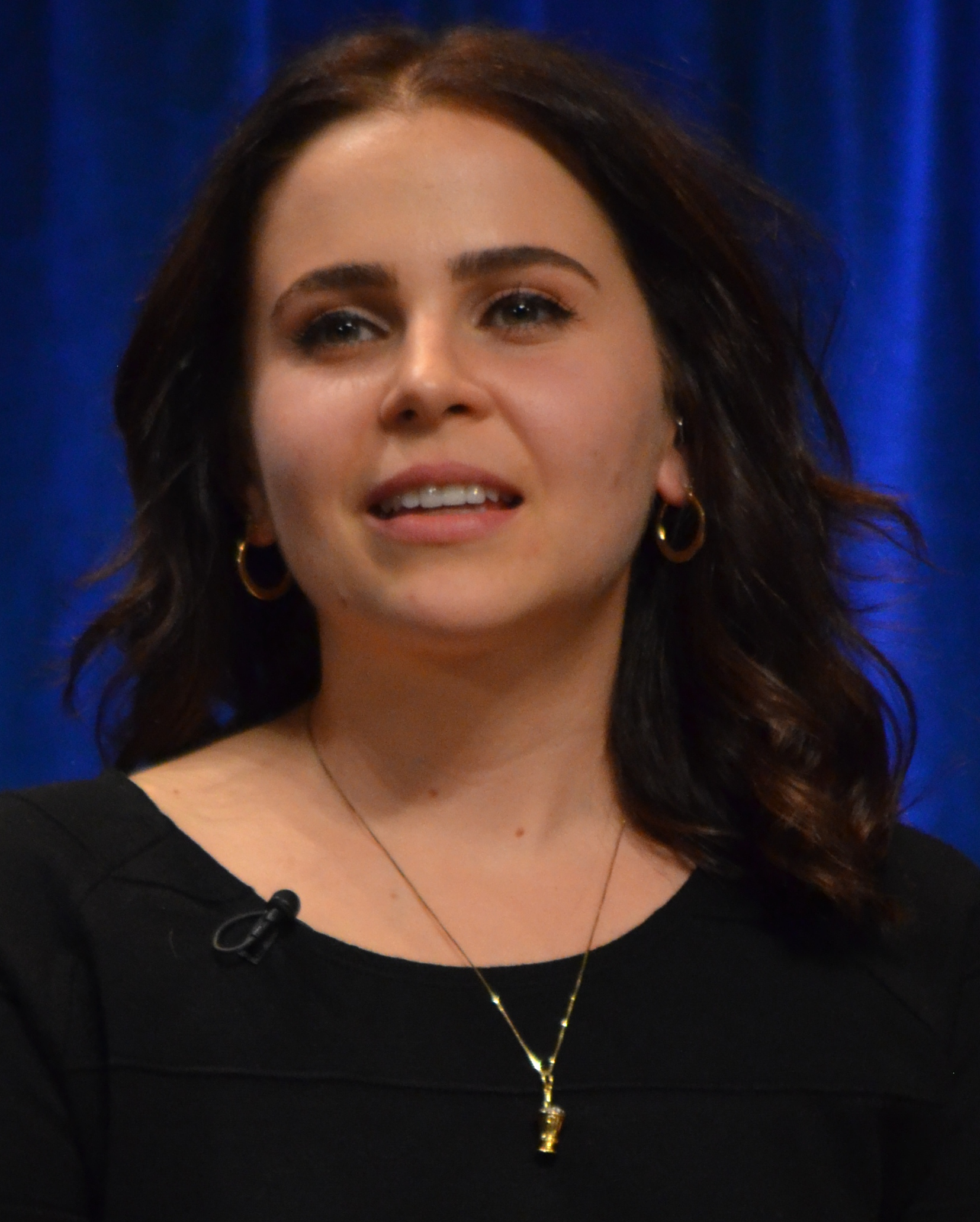
Mae Whitman interpreta Amber Holt
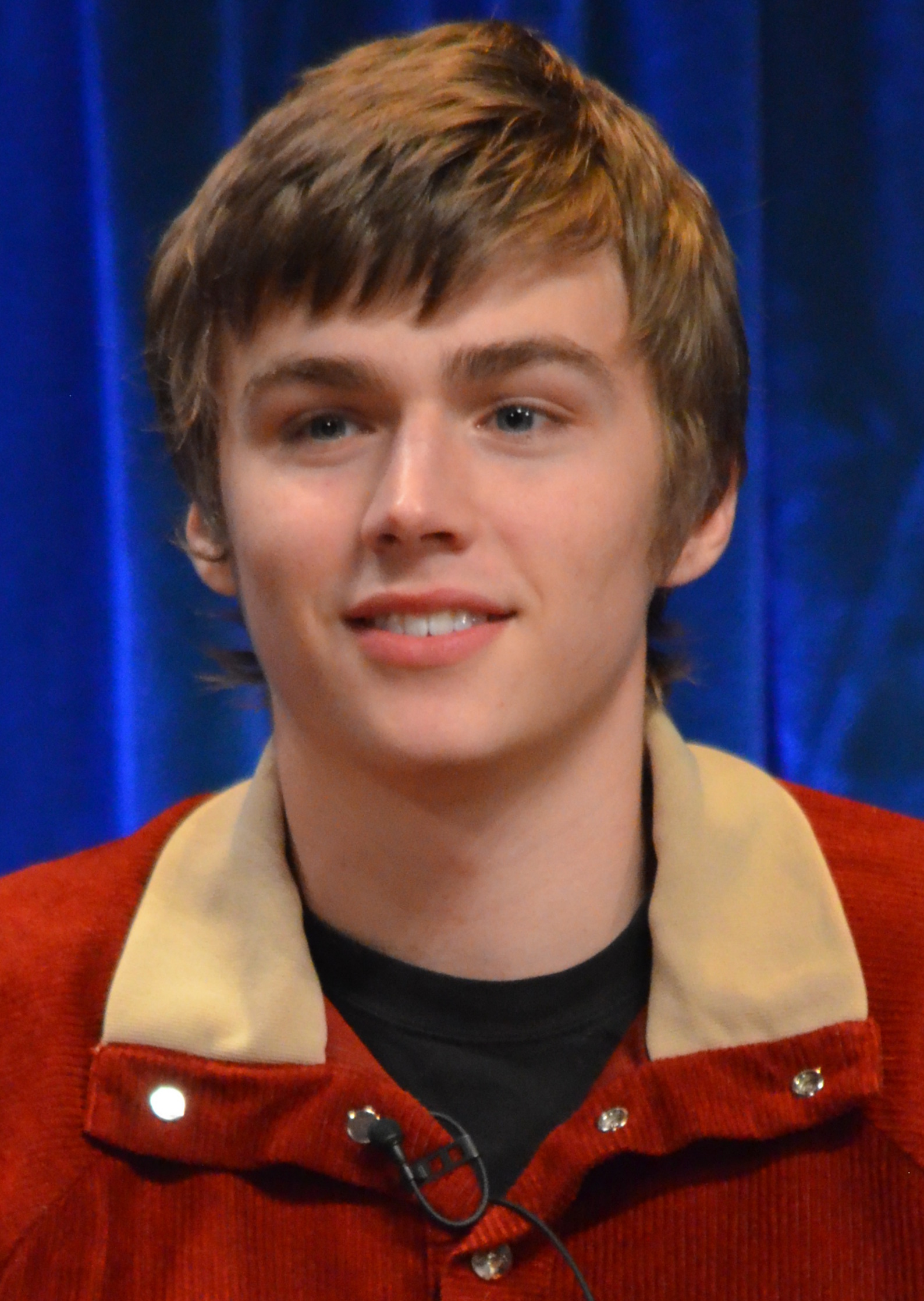
Miles Heizer interpreta Drew Holt
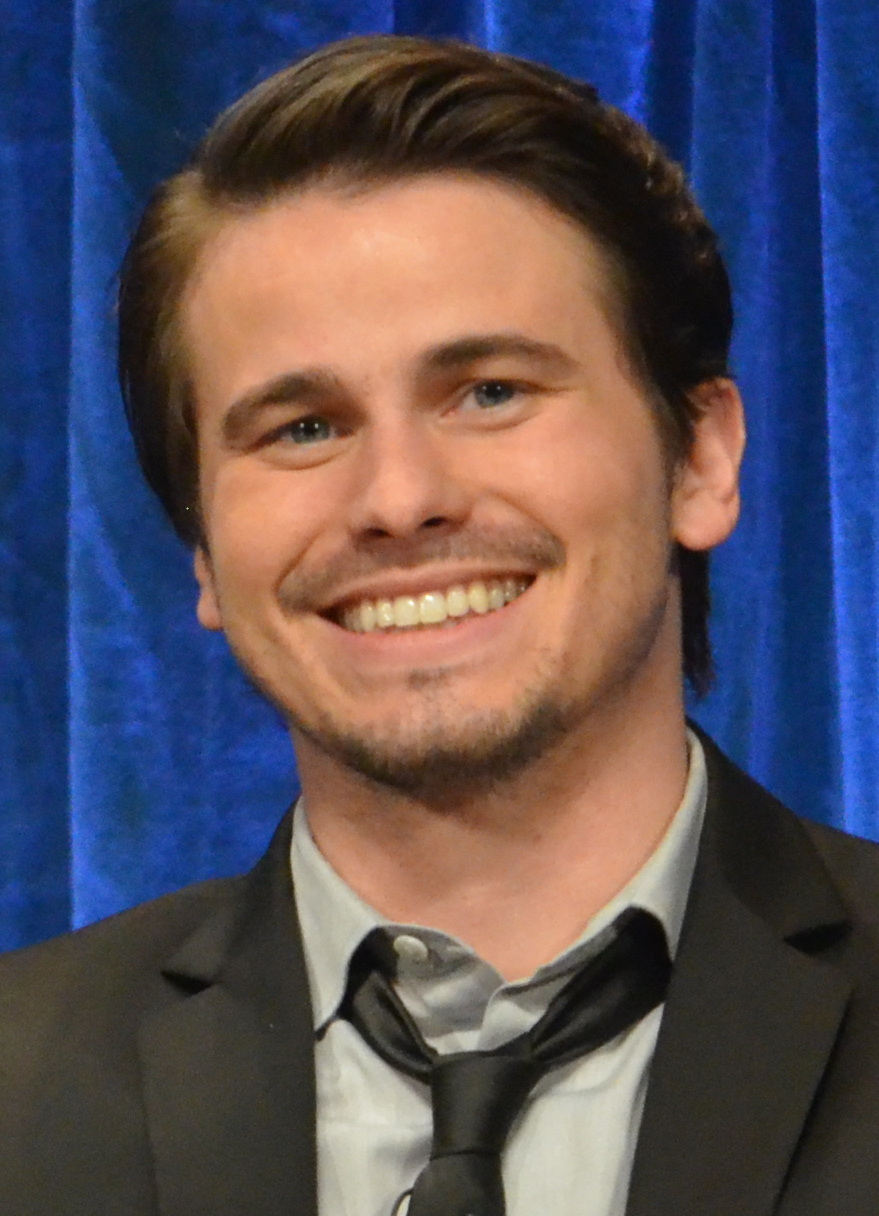
Jason Ritter interpreta Mark Cyr

## Produzione
La serie, prodotta dalla Universal Media Studios e dalla Imagine Television, è basata sul film del 1989 Parenti, amici e tanti guai, il cui titolo originale è proprio Parenthood. Si tratta della seconda serie televisiva ispirata al film diretto da Ron Howard, dopo quella omonima trasmessa sempre dalla NBC tra il 1990 e il 1991, in Italia andata in onda con il titolo Fra nonni e nipoti.
La sceneggiatura è stata scritta da Jason Katims ed ha ottenuto l'approvazione dell'emittente statunitense nel gennaio 2009. Erika Christensen è stata la prima attrice ad entrare nel cast, il 6 marzo 2009, per interpretare il ruolo di Julia Braverman. Nel corso del mese di marzo sono stati ingaggiati anche Peter Krause, per interpretare Adam Braverman, Lauren Graham, per il ruolo di Sarah Braverman, Craig T. Nelson, per il ruolo del patriarca Zeek Braverman, Dax Shepard, per il ruolo di Crosby Braverman, Mae Whitman per interpretare la giovane Amber Holt, e Sarah Ramos per il ruolo della quindicenne Haddie Braverman. La fase di casting si concluse nel corso del mese di aprile 2009, con l'ingresso di Max Burkholder per il ruolo del piccolo Max Braverman, Monica Potter per interpretare Kristina, la moglie di Adam, Sam Jaeger per il ruolo di Joel Graham, marito di Julia, e Bonnie Bedelia per il ruolo della matriarca Camille Braverman.
Il 4 maggio 2009 l'NBC diede il via libera definitivo alla produzione e confermò la messa in onda della serie nella stagione 2009-2010. In origine, la serie sarebbe dovuta andare in onda a partire dal 23 settembre 2009, ma la messa in onda è stata posticipata di circa 5 mesi, con conseguente ridimensionamento a midseason, a causa del cancro al seno che ha colpito l'attrice Maura Tierney. L'attrice ha così dovuto abbandonare la serie per sottoporsi alle cure necessarie: il ruolo di Sarah Braverman è stato quindi affidato a Lauren Graham.
L'episodio pilota è andato in onda il 2 marzo 2010, ed è stato girato nella California settentrionale, compresa la cittadina di Berkeley, dove la serie è ambientata. Il resto della serie invece è stato filmato prevalentemente nella città di Los Angeles.
Il 20 aprile 2010 la NBC ha rinnovato Parenthood per una seconda stagione, trasmessa negli Stati Uniti dal 14 settembre 2010 al 19 aprile 2011. Il 12 maggio 2011 la serie è stata rinnovata anche per una terza stagione, trasmessa dal 13 settembre 2011 al 28 febbraio 2012. Il 10 maggio 2012 è stato annunciato il rinnovo per una quarta stagione, trasmessa dall'11 settembre 2012. Il 26 aprile 2013 la serie venne rinnovata per una quinta stagione, trasmessa dal 26 settembre 2013. Nel maggio 2014 la serie viene rinnovata per la sesta e ultima stagione, composta da tredici episodi e trasmessa negli Stati Uniti dal 25 settembre 2014; il finale della serie è andato in onda il 29 gennaio 2015.

## Colonna sonora
Nella versione originale, il tema musicale della sigla è Forever Young di Bob Dylan. In quella internazionale invece è When We Were Young di Lucy Schwartz.
Il 31 agosto 2010 è stata pubblicata su CD Audio la colonna sonora ufficiale della serie, composta dai seguenti brani:
1. Forever Young (Bob Dylan) - 2:47
2. Darlin' Do Not Fear (Brett Dennen) - 5:08
3. Colors (Amos Lee) - 2:39
4. Kick Drum Heart (The Avett Brothers) - 2:53
5. Put Your Records On (Corinne Bailey Rae) - 3:33
6. In My Dreams (Eels) - 3:20
7. Change of Time (Josh Ritter) - 4:04
8. When We Were Young (Lucy Schwartz) - 3:00
9. In These Arms (The Swell Season) - 3:33
10. Solitaire (Wilco) - 3:03
11. Let It Be Me (Ray LaMontagne) - 4:38
12. Forever Young (John Doe e Lucy Schwartz) - 4:26

## Edizioni home video
La prima stagione di Parenthood negli Stati Uniti e in Canada è stata distribuita sul mercato home video dal 31 agosto 2010. Oltre agli episodi andati in onda in tv e le scene tagliate, il cofanetto contiene anche uno speciale intitolato Get to Know Your Parents e il commento dell'ideatore Jason Katims. La seconda stagione venne invece distribuita in DVD e Blu-ray Disc dal 30 agosto 2011.

## Riconoscimenti
- 2015 - Young Artist Awards[23]
  - Nomination Miglior performance in una serie televisiva - Giovane attore protagonista a Max Burkholder
  - Nomination Miglior performance in una serie televisiva - Giovane attrice non protagonista a Savannah Paige Rae
  - Nomination Miglior performance in una serie televisiva - Giovane attrice ricorrente di anni 14-16 ad Ally Ioannides

## Adattamento italiano
Dal dicembre 2015 va in onda su Rai Uno la serie televisiva Tutto può succedere, adattamento italiano della serie Parenthood.